# Гуанси Пинго Халяо
«Гуанси Баоюнь» (кит. упр. 广西宝韵) — китайский футбольный клуб из города Лючжоу ГЧАР, выступающий в третьем дивизионе. Домашней ареной клуба является Спортивный центр Лючжоу.

## История
27 февраля 2018 года клуб был основой компанией «Баоюнь Риал Эстэйт Девелопмент», что нашло отражение в названии команды. В первый же сезон в региональной Суперлиги Гуаньси-Чжуанского автономного района команда смогла выиграть турнир, в финале обыграв «Лючжоу Жанько» и получила возможность выступить в розыгрыше Китайской лиги чемпионов сезона 2018 года. В данном турнире клуб занял 2-е место на групповом этапе, пробившись в серию плей-офф, где встретился с одним из фаворитов турнира, командой «Чэнду Синчэн». После серии из двух матчей, в том числе проигрыша в Чэнду со счётом 1–4 и домашней ничьей 0-0, клуб занял 13-е место из 16, опередив только «Шэньчжэнь Синьцяо» и «Циндао Хунши». Однако, по итогам розыгрыша и ухудшения финансовых условий у многих спонсоров, клубу было предложено принять участие в розыгрыше второй лиги сезона 2019 года. В итоге, команда получила возможность выступить в турнире 1 февраля 2019 года. Сезон 2019 года во второй лиге стал не очень удачным - клуб занял 27-е место из 32 клубов и был вынужден подтверждать свой статус в играх за право остаться в турнире. По итогам двухматчевого противостояния с «Сиань Дасин Чундэ» команда сохранила место в дивизионе. 